# Čagodoščenskij rajon
Il Čagodoščenskij rajon (in russo Чагодощенский район?) è un rajon dell'Oblast' di Vologda, nella Russia europea; il capoluogo è Čagoda. Istituito il 1º agosto 1927, ricopre una superficie di 2.408 chilometri quadrati ed ospita una popolazione di circa 14.000 abitanti.